# Астанинский ботанический сад
Астанинский ботанический сад — ботанический сад города Астана, находится в Есильском районе, в центральной части левобережья Ишима. Строительство сада началось в 2012 году, а открытие состоялось 2 июля 2018 года, приуроченное к 20-летию столицы Казахстана. Сад является филиалом Главного Ботанического сада в Алма-Ате.
Сад расположен в периметре улиц Туркестан, Орынбор, Кабанбай-батыра и Бухар-Жырау. На территории сада находятся 2 оранжереи с 222 вида, 76 сортов, форм, разновидностей растений, в которых круглый год поддерживается температурный режим в пределах 24-26°С.

## История
Основанием для начала строительства ботанического сада в столице является протокол совещания с участием Президента Казахстана от 11 апреля 2012.
5 сентября 2012 года в РГП «Институте ботаники и фитоинтродукции» началась работа естественно-научного обоснования создания Столичного Ботанического сада.
2 июля 2018 года состоялось официальное открытие при участии первого Президента Нурсултана Абишевича Назарбаева, приуроченное к 20-летию столицы Казахстана.
В декабре 2018 года было завершено строительство административно-лабораторного корпуса площадью 3,4 тыс. кв.м.

## Растения
В 2018 году в саду было посажено 89 648 деревьев и кустарников. В оранжерее высажены апельсины, пальмы, фикусы, драцены. В оранжерее для пустынных растений находятся более 100 различных видов кактусов.

## Инфраструктура
Ботанический сад занимает площадь 89.2 га, из которых зелёный массив занимает 63 га. Почти 18 га отведено под научно-исследовательскую работу по размножению, селекции и интродукции растений.
На территории сада есть 11 км велодорожек и 10,5 км беговых дорожек. На входе арки, далее — мост через искусственный водоём с фонтанами. Зимой здесь расположен каток. Под одной из арок установлен памятный камень с датой основания и изречением на латинице: Botanikalyq saiabaqtyn negizin qalaǵan Qazaqstan respýblikasynyń prezidenti — Elbasy N. Á. Nazarbaev. Из центра парка к его углам расходятся радиально 4 аллеи. В местах их пересечения с круговой велодорожкой обустроены небольшие площади.
Тайказан — самый большой фонтан в Нур-Султане. Он представляет собой композицию из огромной медной чаши, украшенной декоративными элементами, и окружающего её «сухого» фонтана.